# Do-jeon! Supermodel Korea (mùa 4)
Do-jeon! Supermodel Korea, Mùa 4 (hay Korea's Next Top Model, Mùa 4) là mùa thứ tư của Do-jeon! Supermodel Korea mà trong đó, một số thí sinh khao khát cạnh tranh giành danh hiệu Korea's Next Top Model và cơ hội để bắt đầu sự nghiệp của họ trong ngành người mẫu.
Điểm đến quốc tế của mùa này là Phuket dành cho top 9 và Las Vegas dành cho top 5.
Người chiến thắng trong cuộc thi là Shin Hyun Ji, 17 tuổi. Các giải thưởng của cô là:
- 1 hợp đồng người mẫu với YGKPlus Models
- 1 hợp đồng người mẫu với NEXT Model Management ở New York
- Được lên ảnh bìa tạp chí W
- 1 hợp đồng quảng cáo cho thương hiệu tóc Mise En Scène trong 1 năm
- Giải thưởng tiền mặt trị giá ₩100.000.000

## Các thí sinh
(Độ tuổi tính từ ngày dự thi và sử dụng hệ thống xác định tuổi của Hàn Quốc)
| Thí sinh | Thí sinh       | Tuổi | Chiều cao                 | Quê quán | Bị loại ở | Hạng  |
| -------- | -------------- | ---- | ------------------------- | -------- | --------- | ----- |
| 고은비   | Ko Eun Bi      | 19   | 169,8 cm (5 ft 7 in)      | Seoul    | Tập 3     | 15–14 |
| 안혜진   | Ahn Hye Jin    | 16   | 174,8 cm (5 ft 9 in)      |          | Tập 3     | 15–14 |
| 석일명   | Suk Il Myeong  | 18   | 176 cm (5 ft 9+1⁄2 in)    | Gangwon  | Tập 3     | 13    |
| 조은샘   | Jo Eun Saem    | 23   | 177,6 cm (5 ft 10 in)     |          | Tập 5     | 12    |
| 김은해   | Kim Eun Hae    | 17   | 178,5 cm (5 ft 10+1⁄2 in) |          | Tập 6     | 11–10 |
| 서영채   | Seo Yeong Chae | 22   | 166,7 cm (5 ft 5+1⁄2 in)  | Seoul    | Tập 6     | 11–10 |
| 류예리   | Ryu Ye Ri      | 30   | 170,5 cm (5 ft 7 in)      |          | Tập 8     | 9     |
| 김시원   | Kim Si Won     | 17   | 174,9 cm (5 ft 9 in)      | Seoul    | Tập 9     | 8     |
| 임현주   | Im Hyun Joo    | 31   | 169,6 cm (5 ft 7 in)      | Seoul    | Tập 10    | 7     |
| 정하은   | Jung Ha Eun    | 26   | 170,4 cm (5 ft 7 in)      | Gyeonggi | Tập 11    | 6     |
| 김혜아   | Kim Hye Ah     | 19   | 179,3 cm (5 ft 10+1⁄2 in) | Gyeonggi | Tập 12    | 5–4   |
| 박신애   | Park Sin Ae    | 25   | 172,5 cm (5 ft 8 in)      |          | Tập 12    | 5–4   |
| 정호연   | Jung Ho Yeon   | 20   | 175,3 cm (5 ft 9 in)      | Seoul    | Tập 14    | 3–2   |
| 황현주   | Hwang Hyun Joo | 22   | 174,5 cm (5 ft 8+1⁄2 in)  | Seoul    | Tập 14    | 3–2   |
| 신현지   | Shin Hyun Ji   | 18   | 174,1 cm (5 ft 8+1⁄2 in)  | Seoul    | Tập 14    | 1     |

## Các tập

### Tập 1: The Beginning
Khởi chiếu: 8 tháng 8 năm 2013
Từ 1500 cô gái đăng kí dự thi vòng sơ tuyển, họ đã phải trải qua 3 vòng thi để tìm ra 30 thí sinh sẽ được bước vào vòng casting của cuộc thi.
- Khách mời đặc biệt: Steve Jung, Yoni Pai, Kim Won Kyung

### Tập 2
Khởi chiếu: 15 tháng 8 năm 2013
30 thí sinh bán kết được làm tóc và trang điểm ở 1 trong 3 cửa hàng làm đẹp khác nhau, trước khi được đưa tới quảng trường Gwanghwamun để bắt đầu cuộc thi. Sau đó, họ được gặp Yoon Ju & giám đốc sáng tạo Han Hye Yeon cho thử thách trình diễn thời trang cho 1 trong 3 nhãn hàng khác nhau trước hàng trăm khán giả. Kết quả là 20 cô gái đã vượt qua được thử thách và sẽ được nghỉ qua đêm tại khách sạn Marigold ở Hongdae.
Ngày hôm sau, 20 thí sinh còn lại đã có buổi chụp hình đầu tiên hóa thân thành những quân cờ vua đen trắng, trước khi có một buổi quay video mở đầu chương trình. Buổi quay phim đã khiến cho các cô gái mệt mỏi, đặc biệt là Young Chae khi cô suýt nữa bị nôn mửa nhưng cô vẫn tiếp tục buổi quay phim. Vào buổi đánh giá đầu tiên, 15 cô gái đã được chọn và sẽ bước vào cuộc thi.
- Nhiếp ảnh gia: Hwang Seung Taek, Kang Hye Won, Kang Tae Hoon
- Khách mời đặc biệt: Choi So Ra, Kim Jin Kyung, Jang Bog Gil

### Tập 3
Khởi chiếu: 22 tháng 8 năm 2013
Sau sự cố trong buổi quay video ở tập trước, Young Chae đã được đưa tới biện viện ở qua đêm. Ngày hôm sau, 15 cô gái được di chuyển tới ngôi nhà chung của họ. Sau đó, họ được đưa tới cửa hàng thời trang H&M và chia thành 3 nhóm cho thử thách phối đồ theo phong cách đường phố tại tuần lễ thời trang, khi họ sẽ chỉ có 15 phút để thay phiên nhau lựa chọn trang phục và phụ kiện của cửa hàng. Kết quả là Ha Eun, Ho Yeon, Hyun Joo I., Sin Ae & Ye Ri chiến thắng thử thách và sẽ được một buổi mua sắm từ H&M trị giá ₩3.000.000, trong khi Eun Saem, Hye Jin, Hyun Joo H., Il Myeong & Yeong Chae thể hiện tệ nhất nên sẽ phải dọn dẹp cửa hàng.
Ngày tiếp theo, các cô gái được đưa tới một tòa nhà bỏ hoang và chia thành 5 nhóm cho buổi chụp hình tiếp theo trong trang phục có màu sắc thịnh hành của năm 2013, với 2 người đứng sau tạo dáng làm nền cho người đứng chính. Vào buổi đánh giá ngày hôm sau với sự xuất hiện giám khảo khách mời là Kim Tae Eun, Sin Ae là người được gọi tên đầu tiên còn Eun Bi, Eun Saem, Ho Yeon, Hye Jin & Il Myeong rơi vào cuối bảng. Kết quả là Ho Yeon là người tiếp theo được an toàn còn Eun Bi & Hye Jin là 2 thí sinh đầu tiên bị loại, Eun Saem là người cuối cùng được an toàn còn Il Myeong là thí sinh tiếp theo bị loại.
- Nhiếp ảnh gia: Kim Tae Eun

### Tập 4
Khởi chiếu: 29 tháng 8 năm 2013
12 cô gái còn lại đã bất ngờ khi nhìn thấy đoạn phim về Yoon Ju, Hye Yeon và một số nhà tạo mẫu đang bàn về kiểu tóc mới cho họ. Sau đó, họ được gặp Hye Yeon tại Thẩm mỹ viện Jenny House ở Cheongdam để nhận diện mạo mới của mình và hầu hết tất cả đều hài lòng với thay đổi của mình, mặc dù Hye Ah & Ye Ri đã được đánh tráo diện mạo mới của họ. Quay về ngôi nhà chung, họ đã có một buổi tiệc nướng ngoài trới với 3 người mẫu nam là An Jae Hyeon, Park Ji Woon & Jay Koon, trước khi bất ngờ khi có một tủ phụ kiện, mỹ phẩm và quần áo mới cho họ.
Ngày hôm sau, họ được đưa tới một khu công trường cho buổi chụp hình tiếp theo hóa thân thành những người sinh tồn trong một thế giới ô nhiễm, mà mỗi người mẫu nam họ gặp hôm qua sẽ chỉ chọn 4 người để chụp hình chung. Vào buổi đánh giá ngày tiếp theo với sự xuất hiện giám khảo khách mời là Lee Soo Hyuk, Sin Ae là người được gọi tên đầu tiên còn Ho Yeon là thí sinh tiếp theo bị loại.
- Nhiếp ảnh gia: Kim Yeong Jun
- Khách mời đặc biệt: Kim Hyun Sook, Min Young Min, An Jae Hyeon, Park Ji Woon, Jay Koon, Lee Soo Hyuk

### Tập 5
Khởi chiếu: 5 tháng 9 năm 2013
11 cô gái còn lại được gặp người mẫu Ji Hyun Jeong và trưởng nhóm tiếp thị từ Philips Heo Ji Hye cho thử thách quay quảng cáo 60 giây cho máy rửa mặt của Philips, khi họ sẽ có 30 phút để tự suy nghĩ kịch bản và sẽ phải quay với mặt mộc tự nhiên của họ. Kết quả là Ye Ri chiến thắng thử thách và sẽ được xuất hiện trong chiến dịch quảng cáo cho Philips. Sau đó, họ được đưa tới quản lí người mẫu ESteem Models cho một buổi học catwalk với Yoon Ju và Yeong Chae là người thể hiện tốt nhất trong buổi học nên sẽ được nhận 5 đôi giày cao gót mới.
Ngày hôm sau, các cô gái đã có một buổi quay video âm nhạc Going Crazy của ca sĩ Lee Hyo Ri, khi họ sẽ quay video thể hiện cảm xúc trong khi hát theo nhạc trước khi từng người sẽ có cảnh quay nhảy với Hyo Ri. Vào buổi đánh giá ngày tiếp theo với sự xuất hiện giám khảo khách mời là Lee Hyo Ri & Cha Eun Taek, Ha Eun là người được gọi tên đầu tiên còn Eun Saem là thí sinh tiếp theo bị loại.
- Khách mời đặc biệt: Ji Hyun Jeong, Heo Ji Hye, Lee Hyo Ri, Cha Eun Taek

### Tập 6
Khởi chiếu: 12 tháng 9 năm 2013
10 cô gái còn lại được gặp Yoon Ju và nhà thiết kế Hwang Jae Geun tại hồ bơi của khách sạn Grand Hyatt cho thử thách trình diễn thời trang lấy cảm hứng từ bộ sưu tập Xuân-Hè 2013 của Louis Vuitton, khi họ sẽ mặc thiết kế của Jae Geun và đi trên đôi giày cao gót 17 cm trên sàn diễn nổi trên mặt nước. Ngoài ra, Ha Eun sẽ chọn trang phục cho họ vì được gọi tên đầu tiên ở tập trước, 5 thí sinh bị loại trước đó cũng sẽ tham gia vào thử thách này và nhiếp ảnh gia Jimmy Bae sẽ chụp hình họ trước khi lên sàn diễn. Kết quả là Hyun Ji chiến thắng thử thách và cô chọn Ha Eun để cùng nhận thưởng là một buổi mua sắm từ Black Martine Sitbon trị giá ₩2.000.000, trong khi những người còn lại sẽ được Hyun Ji sắp xếp lại phòng ngủ.
Ngày hôm sau, họ được đưa tới trung tâm ăn kiêng VB Diet Lab cho một buổi khám toàn thân và tập thể hình tổng quát. Sau đó, các cô gái đã có buổi chụp hình tiếp theo hóa thân thành nàng công chúa cổ tích như Bạch Tuyết, Nàng tiên cá hoặc Người đẹp ngủ trong rừng. Nhưng trước đó, họ đã bất ngờ khi biết 5 thí sinh bị loại trước đó họ gặp ở thử thách vừa rồi đang thi đấu để được quay lại cuộc thi và vì thể hiện tốt nhất, Ho Yeon là người sẽ được quay trở lại cuộc thi với họ. Vào buổi đánh giá ngày tiếp theo với sự xuất hiện giám khảo khách mời là Zo Sun Hi, Si Won là người được gọi tên đầu tiên còn Eun Hae & Young Chae là 2 thí sinh tiếp theo bị loại.
- Nhiếp ảnh gia: Zo Sun Hi
- Khách mời đặc biệt: Hwang Jae Geun, Jimmy Bae, Sim Eun Young

### Tập 7: Special
Khởi chiếu: 19 tháng 9 năm 2013
Yoon Ju cùng với 3 thí sinh của các mùa trước Song Hae Na, Kim Jin Kyung & Go So Hyun cùng nhau xem lại những khoảnh khắc và đằng sau hậu trường từ đầu cuộc thi cho tới thời điểm này.
- Khách mời đặc biệt: Song Hae Na, Kim Jin Kyung, Go So Hyun

### Tập 8
Khởi chiếu: 26 tháng 9 năm 2013
Sau khi Eun Hae & Young Chae bị loại, 9 cô gái còn lại đã háo hức khi Yoon Ju thông báo rằng họ sẽ được bay tới Phuket. Sau khi tới nơi, họ được di chuyển tới khu nghỉ dưỡng Casa De La Flora ở Phang Nga. Sau đó, họ được gặp người mẫu Lee Hyun Yi tại bãi biển Patong cho thử thách trải nghiệm văn hóa Thái Lan, khi họ sẽ được chia thành 2 đội và có 5 giờ để trải nghiệm 3 hoạt động khác nhau. Kết quả là Ha Eun, Hye Ah, Hyun Joo I. & Si Won hoàn thành nhanh nhất nên giành chiến thắng thử thách, nhưng sẽ chỉ có 3 người được phần thưởng và trưởng nhóm Ha Eun quyết định nhường cho 3 người còn lại. Như vậy Hye Ah, Hyun Joo I. & Si Won sẽ nhận được một hộp trang sức từ Stonehenge Jewelry trị giá ₩3.000.000 cùng với một buổi tối thư giãn tại spa. Quay về khu nghỉ dưỡng, họ đã có một bữa tiệc nướng ngoài trời.
Ngày hôm sau, họ được gặp Hye Joo tại một rừng ngập mặn cho buổi chụp hình tiếp theo hóa thân thành người rừng hoang dã, trong khi họ sẽ tạo dáng cùng với một con trăn. Quay về khu nghỉ dưỡng, các cô gái đã cùng nhau đốt đèn trời cầu may mắn trong cuộc thi. Vào buổi đánh giá sau khi các cô gái quay về Seoul với sự xuất hiện giám khảo khách mời là Oh Joong Seok, Sin Ae là người được gọi tên đầu tiên còn Ye Ri là thí sinh tiếp theo bị loại.
- Nhiếp ảnh gia: Oh Joong Seok
- Khách mời đặc biệt: Lee Hyun Yi

### Tập 9
Khởi chiếu: 3 tháng 10 năm 2013
Hye Joo đến gặp 8 cô gái còn lại tại ngôi nhà chung cho thử thách kiểm tra kiến thức của họ về ngành thời trang, Hyun Ji chiến thắng thử thách và sẽ được xuất hiện trên trang biên tập của tạp chí W cùng với 2 năm đăng kí mua tạp chí miễn phí. Ngày hôm sau, họ đã có buổi chụp hình tiếp theo trong nhân cách phụ nữ của họ, khi họ sẽ hóa thân thành 2 người khác nhau để ghép lại thành một bức ảnh hoàn chỉnh. Quay về ngôi nhà chung, họ đã được xem bài Tarot để xem tương lai của họ tử người đọc lá bài Kim Do Yoon.
Ngày tiếp theo, các cô gái đã tiếp tục buổi chụp hình ngày hôm qua hóa thân thành nhân cách đàn ông của họ. Vào buổi đánh giá ngày hôm sau với sự xuất hiện giám khảo khách mời là Hong Lu, Hyun Joo H. là người được gọi tên đầu tiên còn Si Won là thí sinh tiếp theo bị loại.
- Nhiếp ảnh gia: Hong Lu
- Khách mời đặc biệt: Kim Do Yoon

### Tập 10
Khởi chiếu: 10 tháng 10 năm 2013
7 cô gái còn lại đã nhanh chóng thu dọn hành lí để di chuyển qua đêm trên xe buýt tới Busan. Ngày hôm sau, họ gặp Hye Yeon tại khu Haeundae và phải chọn 1 trong 3 bộ phim bất kỳ cho thử thách quay quảng cáo cho địa danh nổi tiếng trong bộ phim đó, khi họ sẽ có ₩20.000 và 4 giờ đề tìm địa điểm và phải giới thiệu địa điểm bằng một ngôn ngữ khác. Ngoài ra, Hyun Joo H. sẽ được ₩30.000 cho thử thách này vì được gọi tên đầu tiên ở tập trước. Kết quả là Hyun Joo H. chiến thắng thử thách và sẽ được một buổi mua sắm từ Calvin Klein trị giá ₩3.000.000 và được gặp mẹ của cô, cùng với việc cô chọn Hye Ah để nhận một phần thưởng nữa là một buổi tối thư giãn spa. Sau đó, họ di chuyển tới khách sạn Park Hyatt để nghỉ ngơi.
Ngày tiếp theo, các cô gái đã có buổi chụp hình tiếp theo hóa thân thành nữ minh tinh điện ảnh trong những câu chuyện đằng sau hậu trường, khi họ sẽ tạo dáng cùng với một quán quân của các mùa trước. Sau đó, họ quay về Seoul cho buổi đánh giá ngày hôm sau với sự xuất hiện giám khảo khách mời là Park Ji Hye & Bang Eun Jin, Hyun Ji là người được gọi tên đầu tiên còn Hyun Joo I. là thí sinh tiếp theo bị loại.
- Nhiếp ảnh gia: Joo Yong Gyun
- Khách mời đặc biệt: Lee Ji Min, Jin Jung Sun, Choi So Ra, Park Ji Hye, Bang Eun Jin

### Tập 11
Khởi chiếu: 17 tháng 10 năm 2013
6 cô gái còn lại được gặp Yoon Ju cho một buổi chụp hình ảnh thẻ người mẫu, trước khi có thử thách casting cho Seoul Fashion Week Xuân-Hè 2014, khi họ sẽ có ₩30.000 and 4 giờ để đi gặp 4 nơi: Kwak Hyun Joo, J Koo, Kye Seoul & S=YZ Seoul, và phải quay lại phòng đánh giá tại CJ E&M trước khi hết giờ. Với 4 nơi chọn trên 4 nơi, Ho Yeon chiến thắng thử thách và cô chọn Sin Ae để cùng nhận thưởng là một buổi mua sắm từ Olive Young trị giá ₩3.000.000.
Ngày hôm sau, họ được đưa tới Genius Studio cho buổi chụp hình tiếp theo trong những kiểu tóc mang phong cách thời trang cao cấp, cùng với việc Ho Yeon sẽ được thêm 40 lần bấm máy cho buổi chụp hình bằng cách lấy đi từ Hye Ah & Hyun Joo H. mỗi người 20 lần vì giành chiến thắng thử thách ngày hôm qua. Vào buổi đánh giá ngày tiếp theo với sự xuất hiện giám khảo khách mời là Choi Yong Bin & Seiji Govaers, Ho Yeon là người được gọi tên đầu tiên còn Ha Eun là thí sinh tiếp theo bị loại.
- Nhiếp ảnh gia: Choi Yong Bin
- Khách mời đặc biệt: Kwak Hyun Joo, Choi Jin Woo, Koo Yeon Joo, Kathleen Kye, Yoo Ah In, Seiji Govaers

### Tập 12
Khởi chiếu: 24 tháng 10 năm 2013
Yoon Ju đến gặp 5 cô gái còn lại tại ngôi nhà chung và đã háo hức khi biết rằng họ sẽ bay tới Las Vegas vào ngày mai. Sau khi tới nơi, họ đã di chuyển tới khách sạn Encore Las Vegas và đi tham quan thành phố. Ngày tiếp theo, họ đã có thử thách chụp hình trước những địa điểm nổi tiếng của Las Vegas, khi họ sẽ có 4 tấm hình gợi ý địa điểm họ nên tìm, $40 và 4 giờ để thực hiện thử thách. Kết quả là Ho Yeon chiến thắng thử thách và cô chọn Hyun Ji để cùng nhận thưởng là một bữa tối trong nhà hàng khách sạn cùng với một buổi tham quan thành phố trên trực thăng.
Ngày hôm sau, họ được gặp Hye Yeon tại nhà thờ đám cưới The Viva Las Vegas cho buổi chụp hình tiếp theo hóa thân thành những kiểu cô dâu ở Las Vegas, khi họ sẽ tạo dáng trong một chủ đề nhất định. Vào buổi đánh giá sau khi các cô gái quay về Seoul với sự xuất hiện giám khảo khách mời là Park Ji Hyuk, Ho Yeon là người được gọi tên đầu tiên còn Hye Ah & Sin Ae là 2 thí sinh tiếp theo bị loại.
- Nhiếp ảnh gia: Park Ji Hyuk

### Tập 13: Special
Khởi chiếu: 31 tháng 10 năm 2013
Đây là tập đặc biệt ghi lại cuộc sống hiện tại và những câu chuyện phía sau của 12 cô gái bị loại trước đó.
- Khách mời đặc biệt: Lee Soo Hyuk, Kim Jin Kyung, Go So Hyun

### Tập 14
Khởi chiếu: 7 tháng 11 năm 2013
Sau khi Hye Ah & Sin Ae bị loại, 3 cô gái chung cuộc đã quay về cuộc sống thường ngày của họ. 3 tháng sau, họ được gặp lại nhau và gặp Hye Yeon cho thử thách quay video thời trang cho Adidas, khi họ sẽ phải thể hiện sự mạnh mẽ và dứt khoát trong 3 bối cảnh khác nhau. Kết quả là Ho Yeon chiến thắng thử thách và sẽ được xuất hiện trong chiến dịch quảng cáo cho Adidas cùng với một chuyến mua sắm tại cửa hàng.
Ngày hôm sau, các cô gái đã được đưa tới studio Yong Jang Kwan cho buổi chụp hình cuối cùng cho ảnh bìa tạp chí W, khi mỗi người sẽ được tạo một phong cách riêng biệt với nhau. Sau đó, họ được gặp nhà thiết kế Jung Ku Ho cho một buổi thử đồ của Kuho. Ngày tiếp theo, họ được đưa tới khách sạn Grand Hyatt cho một buổi diễn tập, trước khi tham gia vào buổi trình diễn thời trang cuối cùng cho bộ sưu tập Thu-Đông 2013 của Kuho. Vào buổi đánh giá cuối cùng, Hyun Ji trở thành quán quân thứ tư của Korea's Next Top Model.
- Nhiếp ảnh gia: Hong Jang Hyun
- Khách mời đặc biệt: Kim Jin Kyung, Kim Kwan Wook, Choi Yoo Kyung, Jung Ku Ho

### Tập 15: Special
Khởi chiếu: 14 tháng 11 năm 2013
Đây là tập ghi lại toàn bộ quá trình ghi hình trận chung kết của Ho Yeon, Hyun Ji & Hyun Joo H. và cuộc sống của họ sau chương trình.

## Thứ tự gọi tên
| 1  | Hyun Joo I. | Sin Ae         | Sin Ae      | Ha Eun      | Si Won             | Sin Ae      | Hyun Joo H. | Hyun Ji     | Ho Yeon     | Ho Yeon       | Hyun Ji             |  |  |  |  |  |  |  |  |  |  |  |  |
| 2  | Hye Ah      | Hyun Joo I.    | Hyun Ji     | Hyun Joo H. | Hyun Joo I.        | Hyun Joo H. | Hyun Ji     | Ha Eun      | Hyun Joo H. | Hyun Ji       | Ho Yeon Hyun Joo H. |  |  |  |  |  |  |  |  |  |  |  |  |
| 3  | Ha Eun      | Hyun Joo H.    | Hyun Joo H. | Yeong Chae  | Sin Ae             | Hye Ah      | Hye Ah      | Hyun Joo H. | Hye Ah      | Hyun Joo H.   | Ho Yeon Hyun Joo H. |  |  |  |  |  |  |  |  |  |  |  |  |
| 4  | Hyun Joo H. | Hyun Ji        | Hyun Joo I. | Si Won      | Ha Eun             | Hyun Ji     | Ho Yeon     | Hye Ah      | Hyun Ji     | Hye Ah Sin Ae |                     |  |  |  |  |  |  |  |  |  |  |  |  |
| 5  | Eun Hae     | Hye Ah         | Ha Eun      | Sin Ae      | Ho Yeon            | Ho Yeon     | Sin Ae      | Sin Ae      | Sin Ae      | Hye Ah Sin Ae |                     |  |  |  |  |  |  |  |  |  |  |  |  |
| 6  | Ye Ri       | Ha Eun         | Ye Ri       | Hyun Ji     | Hyun Joo H.        | Ha Eun      | Ha Eun      | Ho Yeon     | Ha Eun      |               |                     |  |  |  |  |  |  |  |  |  |  |  |  |
| 7  | Il Myeong   | Ye Ri          | Yeong Chae  | Eun Hae     | Hyun Ji            | Si Won      | Hyun Joo I. | Hyun Joo I. |             |               |                     |  |  |  |  |  |  |  |  |  |  |  |  |
| 8  | Hyun Ji     | Yeong Chae     | Eun Saem    | Hyun Joo I. | Ye Ri              | Hyun Joo I. | Si Won      |             |             |               |                     |  |  |  |  |  |  |  |  |  |  |  |  |
| 9  | Si Won      | Eun Hae        | Eun Hae     | Hye Ah      | Hye Ah             | Ye Ri       |             |             |             |               |                     |  |  |  |  |  |  |  |  |  |  |  |  |
| 10 | Yeong Chae  | Si Won         | Hye Ah      | Ye Ri       | Eun Hae Yeong Chae |             |             |             |             |               |                     |  |  |  |  |  |  |  |  |  |  |  |  |
| 11 | Sin Ae      | Ho Yeon        | Si Won      | Eun Saem    | Eun Hae Yeong Chae |             |             |             |             |               |                     |  |  |  |  |  |  |  |  |  |  |  |  |
| 12 | Hye Jin     | Eun Saem       | Ho Yeon     |             |                    |             |             |             |             |               |                     |  |  |  |  |  |  |  |  |  |  |  |  |
| 13 | Eun Saem    | Il Myeong      |             |             |                    |             |             |             |             |               |                     |  |  |  |  |  |  |  |  |  |  |  |  |
| 14 | Ho Yeon     | Eun Bi Hye Jin |             |             |                    |             |             |             |             |               |                     |  |  |  |  |  |  |  |  |  |  |  |  |
| 15 | Eun Bi      | Eun Bi Hye Jin |             |             |                    |             |             |             |             |               |                     |  |  |  |  |  |  |  |  |  |  |  |  |

     Thí sinh bị loại
     Thí sinh chiến thắng cuộc thi
- Các tập 3, 6 và 12 có sự loại trừ kép với ba người cuối bảng.
- Tập 2 là tập casting.
- Trong tập 3, Eun Bi, Ho Yeon và Hye Jin được gọi tên để loại trừ. Eun Bi và Hye Jin đã bị loại. Eun Saem và Il Myeong rơi vào cuối bảng và Il Myeong bị loại.
- Trong tập 6, các thí sinh đã bị loại trước đó đã tham gia vào thử thách. Vì đã làm tốt nhất, Ho Yeon đã được phép trở lại cuộc thi.
- Tập 7 là tập ghi lại khoảnh khắc từ đầu cuộc thi.
- Tập 13 là tập tái hợp.
- Tập 15 là tập đặc biệt của top 3 sau chương trình.

### Buổi chụp hình
- Tập 2: Quân cờ trắng đen trên bàn cờ vua (casting)
- Tập 3: Xu hướng màu sắc theo nhóm
- Tập 4: Ngày tận thế với người mẫu nam ở khu xây dựng
- Tập 5: Video âm nhạc: Going Crazy - Lee Hyo Ri
- Tập 6: Công chúa trong chuyện cổ tích
- Tập 8: Người rừng với trăn
- Tập 9: Cặp đôi lưỡng tính
- Tập 10: Diễn viên phim điện ảnh với quán quân những mùa trước
- Tập 11:  Ảnh chân dung và toàn thân trong kiểu tóc thời trang cao cấp
- Tập 12: Cô dâu ở Las Vegas
- Tập 14: Ảnh bìa tạp chí W